# Прибрежне (Казахстан)
Прибре́жне (каз. Прибрежное) — село у складі Кизилжарського району Північноказахстанської області Казахстану. Адміністративний центр Прибрежного сільського округу.
Населення — 1793 особи (2021; 1336 у 2009, 1165 у 1999, 1121 у 1989).
Національний склад станом на 1989 рік:
- росіяни — 69 %.